# 崔泰能
崔 泰能（チェ・テヌン、朝鮮語: 최태능、1909年2月28日または2月29日 - 1987年4月17日）は、大韓民国の政治家。第5代韓国国会議員。

## 経歴
慶尚北道迎日郡出身。徽文高等普通学校卒。1951年に興海中学財団理事長を務めた後、民主党迎日甲区党委員長を務めた。4・19革命の後、1960年の第5代総選挙で国会議員に当選し、国会内務委員を務めた。